# Sonic PC Collection
Sonic PC Collection ist eine Videospielsammlung, die vom Sonic Team entwickelt und von Sega erstmals in Europa im Jahre 2009 für Microsoft Windows veröffentlicht wurde. Sie enthält primär vier Spiele, die zwischen 2004 und 2006 für den PC erschienen sind: Sonic Adventure DX: Director’s Cut (2004), Sonic Heroes (2004), Sonic Mega Collection Plus (2006) und Sonic Riders (2006) und damit insgesamt 35 Sonic-Spiele, wobei sechs davon sogar doppelt enthalten sind, was 29 verschiedenen Sonic-Spielen entspricht. Auf der Verpackung wird mit „Enthält über 15 Spiele!“ geworben.

## Inhalt
Die Sonic PC Collection enthält folgende Spiele:
| Auf Sonic PC Collection enthaltene Spiele                                               | Auf Sonic PC Collection enthaltene Spiele | Auf Sonic PC Collection enthaltene Spiele | Auf Sonic PC Collection enthaltene Spiele | Auf Sonic PC Collection enthaltene Spiele  |
| Name des Spiels                                                                         | Release                                   | Genre                                     | Entwickler                                | Originales System                          |
| --------------------------------------------------------------------------------------- | ----------------------------------------- | ----------------------------------------- | ----------------------------------------- | ------------------------------------------ |
| Sonic Adventure DX: Director’s Cut                                                      | 2004                                      | Jump ’n’ Run                              | Sonic Team                                | Nintendo GameCube, PC                      |
| Sonic Heroes                                                                            | 2004                                      | Jump ’n’ Run                              | Sonic Team                                | Nintendo GameCube, PlayStation 2, Xbox, PC |
| Sonic Mega Collection Plus                                                              | 2006                                      | Collection                                | Sonic Team                                | PlayStation 2, Xbox, PC                    |
| Sonic Riders                                                                            | 2006                                      | Rennspiel                                 | Sonic Team, Now Production                | Nintendo GameCube, PlayStation 2, Xbox, PC |
| Innerhalb des inbegriffenen Spiels Sonic Mega Collection Plus enthaltene Spiele         |                                           |                                           |                                           |                                            |
| Name des Spiels                                                                         | Release                                   | Genre                                     | Entwickler                                | Originales System                          |
| Sonic the Hedgehog                                                                      | 1991                                      | Jump ’n’ Run                              | Sonic Team                                | Sega Mega Drive                            |
| Sonic the Hedgehog 2                                                                    | 1992                                      | Jump ’n’ Run                              | Sonic Team & Sega Technical Institute     | Sega Mega Drive                            |
| Sonic the Hedgehog Spinball                                                             | 1993                                      | Action                                    | Sega Technical Institute & Polygames      | Sega Mega Drive                            |
| Dr. Robotnik’s Mean Bean Machine                                                        | 1993                                      | Puzzle                                    | Compile                                   | Sega Mega Drive                            |
| Sonic the Hedgehog 3                                                                    | 1994                                      | Jump ’n’ Run                              | Sonic Team & Sega Technical Institute     | Sega Mega Drive                            |
| Sonic & Knuckles                                                                        | 1994                                      | Jump ’n’ Run                              | Sonic Team & Sega Technical Institute     | Sega Mega Drive                            |
| Sonic 3D: Flickies’ Island                                                              | 1996                                      | Jump ’n’ Run                              | Sonic Team & Traveller’s Tales            | Sega Mega Drive                            |
| Blue Sphere 1                                                                           | 1994                                      | Geschicklichkeitsspiel                    | Sonic Team & Sega Technical Institute     | Sega Mega Drive                            |
| Knuckles the Echidna in Sonic the Hedgehog 2 1                                          | 1994                                      | Jump ’n’ Run                              | Sonic Team & Sega Technical Institute     | Sega Mega Drive                            |
| Sonic 3 & Knuckles 1                                                                    | 1994                                      | Jump ’n’ Run                              | Sonic Team & Sega Technical Institute     | Sega Mega Drive                            |
| Flicky 1                                                                                | 1991                                      | Jump ’n’ Run                              | Sega Technical Institute                  | Sega Mega Drive                            |
| Ristar 1                                                                                | 1995                                      | Jump ’n’ Run                              | Sega Technical Institute                  | Sega Mega Drive                            |
| Comix Zone 1                                                                            | 1995                                      | Beat ’em up                               | Sega Technical Institute                  | Sega Mega Drive                            |
| The Ooze 1                                                                              | 1995                                      | Action                                    | Sega Technical Institute                  | Sega Mega Drive                            |
| Sonic the Hedgehog (8-Bit)                                                              | 1991                                      | Jump ’n’ Run                              | Ancient                                   | Sega Game Gear                             |
| Sonic the Hedgehog Chaos                                                                | 1993                                      | Jump ’n’ Run                              | Aspect Co. Ltd                            | Sega Game Gear                             |
| Dr. Robotnik’s Mean Bean Machine                                                        | 1993                                      | Puzzle                                    | Compile                                   | Sega Game Gear                             |
| Sonic Drift                                                                             | 1994                                      | Rennspiel                                 | Sega                                      | Sega Game Gear                             |
| Sonic Labyrinth                                                                         | 1995                                      | Action                                    | Minato Giken                              | Sega Game Gear                             |
| Sonic Blast                                                                             | 1996                                      | Jump ’n’ Run                              | Aspect Co. Ltd                            | Sega Game Gear                             |
| Innerhalb des inbegriffenen Spiels Sonic Adventure DX: Director’s Cut enthaltene Spiele |                                           |                                           |                                           |                                            |
| Name des Spiels                                                                         | Release                                   | Genre                                     | Entwickler                                | Originales System                          |
| Sonic Adventure DX: Director’s Cut                                                      | 2004                                      | 3D-Jump ’n’ Run                           | Sonic Team                                | Nintendo GameCube, PC                      |
| Sonic the Hedgehog (8-Bit) 1                                                            | 1991                                      | Jump ’n’ Run                              | Ancient                                   | Sega Game Gear                             |
| Sonic Drift 1                                                                           | 1994                                      | Rennspiel                                 | Sega                                      | Sega Game Gear                             |
| Sonic the Hedgehog Chaos 1                                                              | 1993                                      | Jump ’n’ Run                              | Aspect Co. Ltd                            | Sega Game Gear                             |
| Sonic the Hedgehog Spinball 1                                                           | 1993                                      | Action                                    | Sega Interactive Development Division     | Sega Game Gear                             |
| Sonic Labyrinth 1                                                                       | 1995                                      | Action                                    | Minato Giken                              | Sega Game Gear                             |
| Sonic the Hedgehog 2 (8-Bit) 1                                                          | 1992                                      | Jump ’n’ Run                              | Aspect Co. Ltd                            | Sega Game Gear                             |
| Dr. Robotnik’s Mean Bean Machine 1                                                      | 1993                                      | Puzzle                                    | Compile                                   | Sega Game Gear                             |
| Sonic the Hedgehog Triple Trouble 1                                                     | 1994                                      | Jump ’n’ Run                              | Aspect Co. Ltd                            | Sega Game Gear                             |
| Sonic Drift Racing 1                                                                    | 1995                                      | Rennspiel                                 | Sega Interactive Development Division     | Sega Game Gear                             |
| Tails’ Skypatrol 1                                                                      | 1995                                      | Shoot ’em up                              | SIMS Co., Ltd., JSH / Biox                | Sega Game Gear                             |
| Sonic Blast 1                                                                           | 1996                                      | Jump ’n’ Run                              | Aspect Co. Ltd                            | Sega Game Gear                             |
| Tails Adventure 1                                                                       | 1995                                      | Jump ’n’ Run                              | Aspect Co. Ltd                            | Sega Game Gear                             |
| Anmerkungen: 1 Muss erst noch freigeschaltet werden.                                    |                                           |                                           |                                           |                                            |